# Bazuel
Bazuel település Franciaországban, Nord megyében. Lakosainak száma 549 fő (2022. január 1.). Bazuel Pommereuil, Le Cateau-Cambrésis, Catillon-sur-Sambre, Mazinghien és Ors községekkel határos.

## Népesség
A település népességének változása:
| Lakosok száma | 552  | 540  | 545  | 525  | 517  | 511  | 526  | 537  | 549  |
|               | 2013 | 2015 | 2016 | 2017 | 2018 | 2019 | 2020 | 2021 | 2022 |